# IMS (электросвязь)
IMS (англ. IP Multimedia Subsystem) — спецификация передачи мультимедийного содержимого в электросвязи на основе протокола IP. Изначально разрабатывалась только как мультимедийная платформа предоставления услуг (SDP, англ. Service Delivery Platform), но позднее превратилась в архитектуру, полностью управляющую соединением и работающую с различными сетями доступа[уточнить]. Возможность передачи мультимедиа даёт возможность оператору предоставлять разнообразные услуги, повышая тем самым среднюю выручку с абонента (ARPU). А использование протокола IP позволяет построить гибкую сеть с низкими операционными расходами. Кроме того, в основе лежит горизонтальная архитектура, в отличие от традиционной — вертикальной[уточнить].

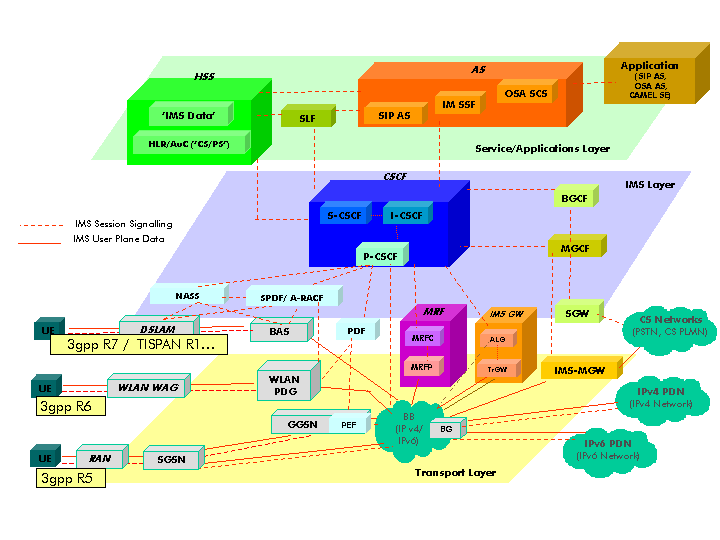
Архитектура 3GPP/TISPAN IMS

## Общие сведения
После того, как идея передачи голоса посредством сетей с пакетной коммутацией и протокола IP воплотилась в жизнь, операторы всерьез задумались об изменении существующих телекоммуникационных сетей. Разработкой взаимодействия телекоммуникационных сетей с технологиями пакетной коммутации занялась группа 3GPP. Появлением пакетного доступа в сотовых сетях принято считать 99-й релиз 3GPP (3GPP R99), в котором появилась поддержка PS-домена в существующих мобильных сетях на базе технологии GPRS. Но работы продолжались и уже в 4-м релизе, коммутация абонентов лежала на программном коммутаторе SoftSwitch (R4 3GPP). Пятый релиз (R5 3GPP) ознаменовал появление архитектуры IMS, правда, первоначально только в роли подсистемы предоставления мультимедийных услуг, но в дальнейшем (R5 3GPP) архитектура стала ключевой и коммутацию абонентов переключила на себя.

## 3GPP
Изначально идеей построения мобильной сети на базе IP-технологий занималась группа 3G.IP. Именно она разработала технологию GPRS, которая впоследствии положила начало разработке архитектуры IP-сети.

Впоследствии была собрана рабочая группа 3GPP, которая и представила в 2001 году релиз 4 (первоначально названный Release 2000), в котором появились элементы ALL-IP архитектуры. Пятый релиз представил первоначальный вариант архитектуры, названной IMS, и добавилась технология высокоскоростной пакетной передачи данных (HSDPA). В шестом релизе в архитектуру IMS были введены изменения, а также появилась поддержка Wireless LAN сетей. Благодаря работе группы TISPAN седьмой релиз 3GPP добавил поддержку фиксированных сетей.
Также в настоящий момент рабочей группой 3GPP2 разрабатывается поддержка технологии CDMA2000 в архитектуре IMS.
В качестве основного протокола был выбран протокол установления соединений (SIP). Важная особенность SIP — расширяемость, которая заключается в возможности дополнения протокола новыми функциями за счет добавления новых заголовков и сообщений, что позволяет добавлять новую функциональность в сеть без смены протокола.
Базовыми элементами опорной сети архитектуры IMS являются:
- CSCF (Call Session Control Function) — элемент с функциями управления сеансами и маршрутизацией, состоит из трех функциональных блоков:
  - P-CSCF (Proxy CSCF) — посредник для взаимодействия с абонентскими терминалами. Основные задачи — аутентификация абонента и формирование учётной записи;
  - I-CSCF (Interrogating CSCF) — посредник для взаимодействия с внешними сетями. Основные задачи — определение привилегий внешнего абонента по доступу к услугам, выбор соответствующего сервера приложений и обеспечение доступа к нему;
  - S-CSCF (Serving CSCF) — центральный узел сети IMS, обрабатывает все SIP-сообщения, которыми обмениваются оконечные устройства.
- HSS (Home Subscriber Server) — сервер домашних абонентов, является базой пользовательских данных и обеспечивает доступ к индивидуальным данным пользователя, связанными с услугами. В случае если в сети IMS используется несколько серверов HSS, необходимо добавление SLF (Subscriber Locator Function) который занимается поиском HSS с данными конкретного пользователя.
- BGCF — элемент управляющий пересылкой вызовов между доменом коммутации каналов и сетью IMS. Осуществляет маршрутизацию на основе телефонных номеров и выбирает шлюз в домене коммутации каналов, через который сеть IMS будет взаимодействовать с ТфОП или GSM.
- MGCF — управляет транспортными шлюзами.
- MRFC — управляет процессором мультимедиа ресурсов, обеспечивая реализацию таких услуг, как конференц-связь, оповещение, перекодирование передаваемого сигнала.

## TISPAN
Рабочая группа TISPAN доработала архитектуру от 3GPP, добавив элементы для взаимодействия с широкополосными сетями. Поддержка широкополосных сетей обеспечивается следующими элементами:
- NASS — подсистема подключения сети, в основные задачи которой входит: динамическое назначение IP-адресов, аутентификация и авторизация, конфигурация сети доступа, управление местонахождением на уровне IP;
- RACS — подсистема управления ресурсами и доступом, обеспечивает функции управления доступом на основании информации о доступных ресурсах и местной политики Session Admission Control, а также вход в сеть с помощью управления шлюзом;
- PSTN / ISDN Emulation — эмуляции сети ТфОП/ISDN, обеспечивает формирование набора услуг, которые, с точки зрения абонента, полностью соответствуют услугам сети ТфОП.

## Книги
- «The 3G IP Multimedia Subsystem (IMS): Merging the Internet and the Cellular Worlds» by Gonzalo Camarillo, Miguel-Angel García-Martín (John Wiley & Sons, 2006, ISBN 0-470-01818-6)
- «The IMS: IP Multimedia Concepts and Services» by Miikka Poikselka, Aki Niemi, Hisham Khartabil, Georg Mayer (John Wiley & Sons, 2006, ISBN 0-470-01906-9)